# De máquinas y seres vivos
De máquinas y seres vivos: una teoría sobre la organización biológica es un libro de divulgación científica escrito por los biólogos y filósofos chilenos Humberto Maturana y Francisco Varela, originalmente publicado en 1972 en Santiago de Chile por la Editorial Universitaria.
En este libro se plantea por primera vez el concepto de autopoiesis, como una manera de definir o caracterizar a los seres vivos. Más concretamente, el libro plantea que los sistemas biológicos son unidades que se producen y mantienen a sí mismas como un sistema homeostático, es decir, «como una red de procesos de producción (transformación y destrucción) de componentes que: (i) a través de sus interacciones y transformaciones continuamente regeneran y realizan la red de procesos (las relaciones) que los han producido, y (ii) la constituyen (la máquina) como una unidad concreta en el espacio en el que ellos (los componentes) existen».